# 青星九棘鱸
青星九棘鱸，又稱青星九刺鮨、紅鱠，俗名紅格仔、過魚、紅條為輻鰭魚綱鱸形目鱸亞目鮨科的其中一個種。

## 分布
本魚分布於印度太平洋區，包括紅海、東非、日本南部、澳洲等熱帶海域。

## 深度
水深3至150公尺。

## 特徵
本魚體色極為艷麗，體型大，體長橢圓形，側扁，紅色但有許多藍點均勻散佈。口裂開闊，上頜稍能活動，可向前伸出，上下頜前端具小犬齒，下頜內側齒尖銳，排列不規則，可向內倒狀；鋤骨和腭骨具絨毛狀齒。有時體色可見隱約有寬褐色橫帶，體前半色較淡，後半較暗。前鰓蓋骨後緣具細鋸齒，不甚明顯。鰓蓋骨具三枚扁平棘。體被細小櫛鱗；側線鱗孔數47至54枚；縱列鱗數94至114枚。背鰭有硬棘4枚，軟條14至16枚；臀鰭硬棘3枚，軟條8至9枚；腹鰭腹位，末端不及肛門開口，胸鰭圓形，尾鰭圓形。體長可達45公分。

## 生態
常獨游，但亦有以小群出現者，通常棲息在水質清澈，珊瑚生長繁茂的岩溝或珊瑚礁斜坡上，平常躲在礁穴中，但也會在礁區四處游動覓食魚類或甲殼類。

## 經濟利用
具高價值的食用魚及觀賞魚，適合清蒸或紅燒均美味。